# Sylvain Loosli
Sylvain Fred Loosli (* 12. November 1986 in Toulon) ist ein professioneller französischer Pokerspieler. Er gewann 2015 das Super High Roller der European Poker Tour.

## Persönliches
Loosli stammt aus Toulon. Er machte einen Master-Abschluss in Wirtschaftswissenschaften. Loosli lebt in London.

## Pokerkarriere
Loosli spielt seit 2006 professionell Poker. Er spielte unter dem Nickname Patrick8313 auf dem französischen Onlinepokerraum Winamax und gehört mittlerweile als Loosli dem Team der Plattform an.
Seine erste Geldplatzierung bei einem Live-Turnier erzielte Loosli Ende Januar 2011 bei der European Poker Tour (EPT) in Deauville. Im Juli 2013 war er erstmals bei der World Series of Poker (WSOP) im Rio All-Suite Hotel and Casino am Las Vegas Strip erfolgreich und erreichte beim Main Event mit dem sechstgrößten Chipstack den Finaltisch, der ab 4. November 2013 ausgespielt wurde. Dort belegte er den vierten Platz und sicherte sich ein Preisgeld von knapp 2,8 Millionen US-Dollar. Anfang Mai 2015 wurde Loosli bei einem Event der Variante No Limit Hold’em der EPT in Monte-Carlo Zweiter und erhielt rund 100.000 Euro. Ende August 2015 gewann er das EPT Super High Roller in Barcelona mit einer Siegprämie von über 1,2 Millionen Euro. Im April 2016 belegte er beim High Roller des Seminole Hard Rock Poker Showdown in Hollywood im US-Bundesstaat Florida den zweiten Platz für mehr als 480.000 US-Dollar. Ende August 2016 gelangte Loosli beim Super High Roller der EPT Barcelona erneut an den Finaltisch und beendete das Turnier auf dem sechsten Platz, der mit knapp 300.000 Euro bezahlt wurde. Im August 2017 gewann er das Pot Limit Omaha High Roller der PokerStars Championship in Barcelona und erhielt aufgrund eines Deals ein Preisgeld von 236.400 Euro. Anfang November 2017 saß Loosli am Finaltisch des High-Roller-Events der in Rozvadov ausgespielten World Series of Poker Europe und wurde Fünfter für knapp 170.000 Euro. Bei der WSOP 2018 erreichte er im Main Event den siebten Turniertag und belegte dort den mit 375.000 US-Dollar dotierten 18. Platz. Ende April 2019 gewann Loosli ein Turnier der EPT Monte-Carlo und sicherte sich eine Siegprämie von rund 200.000 Euro. Anfang September 2020 belegte er bei einem Turnier der aufgrund der COVID-19-Pandemie auf GGPoker ausgespielten World Series of Poker Online den vierten Platz und erhielt knapp 400.000 US-Dollar.
Insgesamt hat sich Loosli mit Poker bei Live-Turnieren knapp 8 Millionen US-Dollar erspielt.